# 웨스 볼랜드
웨슬리 루덴 볼랜드 (Wesley Louden Borland, 1975년 2월 7일 ~ )는 림프 비즈킷의 기타리스트이다.